# Solicitor
Solicitor – jeden z dwóch typów zawodu prawnika w Anglii i krajach anglosaskich. Do jego głównych zadań należy sporządzanie, opiniowanie i negocjowanie umów handlowych, korporacyjnych oraz dokumentacji spółek. Ponadto solicitor zajmuje się obsługą prawną transakcji nieruchomościowych, doradztwem w obszarze podatkowym, spadkowym oraz compliance. Zawód ten jest regulowany przez niezależny organ (w Anglii i Walii, Solicitors Regulation Authority), który czuwa nad przestrzeganiem standardów etycznych i zawodowych.
W Anglii istnieje podział na barristera (odpowiednika adwokata), który zajmuje się obroną przed sądem, i solicitora, który zajmuje się przede wszystkim pracą w kancelarii i udzielaniem porad prawnych. Generalnie barrister pracuje tylko poprzez solicitora, który otrzymuje informacje od klienta i przygotowuje i dostarcza jego informacje barristerowi. Solicitor zapoznaje się z tematem sprawy, udziela porad, sporządza dokumenty, prowadzi negocjacje i przygotowuje argumenty na rozprawę sądową, pozostawiając barristera jako radcę w szczególnych sprawach lub jako obrońcę przed wyższymi instancjami. Solicitorzy mają prawo do działania we wszystkich sądach jako przedstawiciele w sporach sądowych lub reprezentanci klientów, są uznani za urzędników sądu, jednak mogą występować jako obrońcy tylko przed sądami niższej instancji. Od przedmiotu sprawy, stopnia trudności i jego wartości zależy, czy klienta będzie reprezentował przed sądem solicitor, czy będzie musiał to robić barrister. Jako że ich działalność stanowi większą część pracy prawników, solicitorzy są wielokrotnie liczniejsi niż barristerzy. Wykształcenie wymagane od solicitora obejmuje kurs w szkole prawniczej, jednak najważniejsza jest pięcioletnia (dla absolwentów uniwersytetów: trzyletnia) praktyka pod okiem wykwalifikowanego solicitora. Oficjalną organizacją solicitorów jest Law Society, grupa mająca szczególny autorytet w ustanawianiu i egzekwowaniu standardów od solicitorów.